# Prozor
 Ovo je glavno značenje pojma Prozor. Za grad Prozor pogledajte Prozor-Rama.
 Ovo je glavno značenje pojma Prozor. Za utvrdu kod Vrlike pogledajte Utvrda Prozor.
Prozor je otvor koji se uglavnom nalazi u vanjskom zidu građevine kroz kojeg može proći svjetlost ili zrak u unutrašnjost prostora.
Danas se uglavnom koriste prozori s prozirnim staklom.
Prozori su izrađeni da bi ispunili primjerice sljedeće uvjete:
- zaštitu od kiše, hladnoće i buke
- omogućavanje prirodnog osvjetljenja
- omogućavanje prirodnog dotoka svježeg zraka
- zaštitu od provale